# Bulbophyllum acropogon
Bulbophyllum acropogon é uma espécie de orquídea (família Orchidaceae) pertencente ao gênero Bulbophyllum. Foi descrita por Rudolf Schlechter.